# Calathea ursina
Calathea ursina är en strimbladsväxtart som beskrevs av Paul Carpenter Standley. Calathea ursina ingår i släktet Calathea och familjen strimbladsväxter. Inga underarter finns listade.